# Posey Green Lester
Posey Green Lester (ur. 12 marca 1850 koło Floyd, Wirginia, zm. 9 lutego 1929 w Roanoke, Wirginia) – amerykański polityk, członek Izby Reprezentantów z ramienia demokratów, pastor baptystystyczny.
Pracował jako nauczyciel w rodzinnym okręgu Floyd, a w 1876 został ordynowany na pastora pierwotnego kościoła baptystycznego. Przez wiele lat był wydawcą i redaktorem pisma "Zion's Landmark", wydawanego w Wilson (Karolina Północna). Jako kandydat Partii Demokratycznej ze stanu Wirginia zasiadał przez dwie kadencje w Izbie Reprezentantów (1889–1893); w 1892 nie ubiegał się o ponowny wybór. Od 1921 był pastorem w Roanoke, gdzie zmarł.